# Хасан (учебный корабль)
Учебный корабль «Хасан» — корабль 1 ранга. Корабль построен по проекту 887 («Смольный»), оснащён современным радиотехническим и навигационным оборудованием, имеет боевое вооружение. В настоящее время исключен из состава ВМФ и разделан на металлолом.

## История

### Инцидент с турецким катером
25 сентября 1985 года при прохождении пролива Босфор в условиях сильного тумана учебный корабль 1-го ранга «Хасан» (шедший со всеми надлежащими мерами предосторожности и сигналами) протаранил и «разрезал» пополам турецкий ракетный катер Р-325 «Мелтен», который шёл, обгоняя «Хасан» под углом к его курсу. Носовая часть катера опрокинулась, в результате из 32 человек экипажа катера погибли пять турецких моряков (считаются пропавшими без вести). Советскими моряками было спасено 13 человек (по турецким данным, 14 чел.): десять из воды и ещё трое из плававшей подобно поплавку полузатонувшей носовой части катера (их спасли водолазы с учебного корабля, забиравшиеся внутрь затопленных отсеков). «Хасан» был временно, до выяснения обстоятельств, задержан турецкими властями, но результаты расследования показали вину командира турецкого катера, не соблюдавшего правил плавания в узкости в плохую погоду (была даже выключена навигационная РЛС, а её оператор отдыхал в кубрике). Уже 26 сентября учебный корабль отправился в Севастополь.